# Giovannina Franchi
Giovannina Franchi (Como, 24 giugno 1807 – Como, 23 febbraio 1872) è stata una religiosa italiana, fondatrice della congregazione delle Suore Infermiere dell'Addolorata. È stata beatificata nel 2014 con l'approvazione di papa Francesco.

## Biografia
Era figlia di un magistrato del tribunale di Como e si formò presso l'educandato annesso al monastero delle visitandine. 
Rinunciò al matrimonio con un aristocratico per consacrarsi all'assistenza agli infermi: ricevuta in eredità da uno zio una cospicua somma, nel 1853 acquistò un edificio allo scopo di farne un ospedale e, insieme a tre compagne, diede inizio a una comunità di suore infermiere.
Redasse un Metodo di vita per le Suore Infermiere, pubblicato a Como nel 1862.
Colpita dal vaiolo, morì nel 1872.

## Culto
L'inchiesta diocesana per la causa di beatificazione di Giovannina Franchi fu aperta a Como il 27 settembre 1994 e si concluse nel 1995. Il processo apostolico si svolse tra il 1998 e il 2012.
Il 20 dicembre 2012 papa Benedetto XVI autorizzò la promulgazione del decreto riguardante le virtù eroiche della Franchi, riconoscendole il titolo di venerabile.
Papa Francesco, il 9 dicembre 2013, autorizzò la promulgazione del decreto  riguardante il miracolo attribuito all'intercessione di madre Giovannina, aprendone la strada alla beatificazione.
Il rito di beatificazione, presieduto dal cardinale Angelo Amato in rappresentanza del pontefice, si è celebrato nel duomo di Como il 20 settembre 2014.